# Leandra catharinensis
Leandra catharinensis är en tvåhjärtbladig växtart som beskrevs av Célestin Alfred Cogniaux. Leandra catharinensis ingår i släktet Leandra och familjen Melastomataceae. Inga underarter finns listade i Catalogue of Life.